# Sebastian F. Hönig
Sebastian Florian Hönig, né en 1978, est un astronome allemand originaire de Dossenheim, membre de la Fondation allemande pour la recherche (DFG) et travaillant[Quand ?] comme chercheur postdoctoral dans le groupe d'astrophysique du département de physique de l'université de Californie à Santa Barbara. Ses recherches portent sur les noyaux galactiques actifs et la théorie des tores de poussière.
Hönig a découvert de nombreux astéroïdes et a repéré la comète périodique P/2007 R5 (SOHO) bien qu'elle ne possède pas de queue.
Le 22 juillet 2002, il a découvert la comète C/2002 O4 (Hoenig). D'après le Centre des planètes mineures, il a découvert 568 astéroïdes numérotés, dont 122 avec Noéline Teamo, entre 2001 et 2008.
L'astéroïde (51983) Hönig a été nommé en son honneur.

## Astéroïdes découverts
| (68947) Brunofunk    | 8 août 2002     |
| (68948) Mikeoates    | 8 août 2002     |
| (73491) Robmatson    | 8 août 2002     |
| (78115) Skiantonucci | 20 juin 2002    |
| (78391) Michaeljäger | 8 août 2002     |
| (78429) Baschek      | 18 août 2002    |
| (78430) Andrewpearce | 18 août 2002    |
| (78433) Gertrudolf   | 29 août 2002    |
| (84011) Jean-Claude  | 23 juillet 2002 |
| (99861) Tscharnuter  | 29 juillet 2002 |
| (99862) Kenlevin     | 23 juillet 2002 |
| (142091) Omerblaes   | 29 août 2002    |
| (145558) Raiatea     | 17 juillet 2006 |
| (160259) Mareike     | 29 août 2002    |